# Майкъл Шанън
Майкъл Шанън (на английски: Michael Shannon) е американски актьор и музикант, носител на награди „Сатурн“ и „Сателит“, номиниран е за „Златен глобус“ и „Оскар“. Известни филми с негово участие са „Омагьосан ден“, „Пърл Харбър“, „Ванила Скай“, „Човек от стомана“, сериалът „Престъпна империя“ и други

## Биография
Майкъл Шанън е роден на 7 август 1974 г. в Лексингтън, Кентъки. Той е най-младото от три деца в семейството на Джералдин и Доналд Шанън. Майка му е адвокат, а баща му е професор по счетоводство в университета „Депау“ в Чикаго. Дядо му е известният ентомолог Реймънд Шанън. Когато е още малко дете родителите му се развеждат и Майкъл е отгледан в Лексингтън и Чикаго.
В гимназията участва в клуб по реторика, мечтае да стане архитект или джаз музикант, но в крайна сметка се насочва към актьорството, докато е в Чикаго и живее при баща си.

### Личен живот
Майкъл Шанън има любовна връзка с актрисата Кейт Арингтън. Те имат две дъщери – Силвия и Марион. Семейството им живее в квартал Ред Хуук, Бруклин.

## Частична филмография
- 1993 – „Омагьосан ден“ (Groundhog Day)
- 1996 – „Верижна реакция“ (Chain Reaction)
- 2000 – „Земя на тигри“ (Tigerland)
- 2001 – „Пърл Харбър“ (Pearl Harbor)
- 2001 – „Ванила Скай“ (Vanilla Sky)
- 2002 – „Тежки престъпления“ (High Crimes)
- 2002 – „Осмата миля“ (8 Mile)
- 2003 – „Кенгуруто Джак“ (Kangaroo Jack)
- 2003 – „Лоши момчета 2“ (Bad Boys II)
- 2004 – „Мъртви птици“ (Dead Birds)
- 2006 – „Световният търговски център“ (World Trade Center)
- 2006 – „Хайде в пандиза“ (Let's Go to Prison)
- 2007 – „Щастливецът“ (Lucky You)
- 2008 – „Пътят на промените“ (Revolutionary Road)
- 2009 – „Лошият лейтенант“ (The Bad Lieutenant: Port of Call New Orleans)
- 2009 – „Сине, сине, какво направи“ (My Son, My Son, What Have Ye Done?)
- 2010 – „Рънауейс“ (The Runaways)
- 2010 – „Джона Хекс“ (Jonah Hex)
- 2011 – „Подслон“ (Take Shelter)
- 2011 – „Проповедникът с картечница“ (Machine Gun Preacher)
- 2012 – „Мъд“ (Mud)
- 2012 – „Спешна пратка“ (Premium Rush)
- 2012 – „Ледения“ (The Iceman)
- 2013 – „Човек от стомана“ (Man of Steel)
- 2015 – „Купон преди Коледа“ (The Night Before)
- 2019 – „Вземете ножове“ (Knives Out) - Уолт Тромби